# واکنش کولینکوویچ
واکنش کولینکوویچ (به انگلیسی: Kulinkovich reaction) سنتز آلی سیکلوپروپانول‌ها را از طریق واکنش استرها با واکنشگرهای دی‌آلکیل‌دیالکوکسی‌تیتانیوم، که به صورت درجا از واکنشگرهای گرینیارد حاوی هیدروژن در موقعیت بتا و آلکوکسیدهای تیتانیوم(IV) مانند تیتانیوم ایزوپروپوکسید تولید می‌شوند، ممکن می‌کند. این واکنش اولین بار توسط اولگ کولینکوویچ و همکارانش در سال ۱۹۸۹ گزارش شد.
کاتالیزورهای تیتانیومی عبارتند از ClTi(OiPr)3 یا Ti(OiPr)4 ،ClTi(OtBu)3 یا Ti(OtBu)4، و واکنشگرهای گریگنارد EtMgX ,PrMgX یا BuMgX هستند. حلال‌ها می‌توانند دی‌اتیل اتر، تتراهیدروفوران و تولوئن باشند. گروه‌های عاملی که شرایط واکنش را تحمل می‌کنند اترها R–O–R, R–S–R، ایمین‌ها RN=CHR، آمیدها، آمین‌های اولیه و ثانویه هستند.. کاربامات‌ها معمولاً شرایط واکنش را تحمل نمی‌کنند، اما کاربامات‌های ترت‌بوتیل (مشتقات N-Boc) در شرایط واکنش سالم باقی می‌مانند.
یک نسخه نامتقارن از این واکنش با یک کاتالیزور مبتنی بر TADDOL نیز شناخته شده‌است.

## جهت مطالعه
- Kulinkovich, O. G.; Sviridov, S. V.; Vasilevski, D. A. (1991). "Titanium(IV) Isopropoxide-Catalyzed Formation of 1-Substituted Cyclopropanols in the Reaction of Ethylmagnesium Bromide with Methyl Alkanecarboxylates". Synthesis. 1991 (3): 234. doi:10.1055/s-1991-26431.
- Kulinkovich, O. G.; De Meijere, A. (2000). "1,n-Dicarbanionic Titanium Intermediates from Monocarbanionic Organometallics and Their Application in Organic Synthesis". Chem. Rev. 100 (8): 2789–834. doi:10.1021/cr980046z. PMID 11749306.
- Sato, F.; Urabe, H.; Okamoto, S. (2000). "Synthesis of organotitanium complexes from alkenes and alkynes and their synthetic applications". Chem. Rev. 100 (8): 2835–86. doi:10.1021/cr990277l. PMID 11749307.
- Wu, Y. -D.; Yu, Z. -X. (2001). "A theoretical study on the mechanism and diastereoselectivity of the Kulinkovich hydroxycyclopropanation reaction". J. Am. Chem. Soc. 123 (24): 5777–86. doi:10.1021/ja010114q. PMID 11403612.
- Kulinkovich, O. G. (2004). "Alkylation of carboxylic acid derivatives with dialkoxytitanacyclopropane reagents". Russ. Chem. Bull. 53 (5): 1065–1086. doi:10.1023/B:RUCB.0000041303.52400.ca.
- Wolan, A.; Six, Y. (2010). "Synthetic transformations mediated by the combination of titanium(IV) alkoxides and grignard reagents: Selectivity issues and recent applications. Part 1: Reactions of carbonyl derivatives and nitriles". Tetrahedron. 66: 15–61. doi:10.1016/j.tet.2009.10.050.
- Wolan, A.; Six, Y. (2010). "Synthetic transformations mediated by the combination of titanium(IV) alkoxides and Grignard reagents: Selectivity issues and recent applications. Part 2: Reactions of alkenes, allenes and alkynes". Tetrahedron. 66 (17): 3097–3133. doi:10.1016/j.tet.2010.01.079.
- Corey, E. J.; Rao, S. A.; Noe, M. C. (1994). "Catalytic Diastereoselective Synthesis of Cis-1,2-Disubstituted Cyclopropanols from Esters Using a Vicinal Dicarbanion Equivalent". Journal of the American Chemical Society. 116 (20): 9345. doi:10.1021/ja00099a068.